# Ipari Minisztérium
Az Ipari Minisztérium a Magyar Népköztársaság idején az ipar irányítására 1980-ban létrehozott intézmény volt. Rövidítése: IpM. Felállításával megszűnt a Könnyűipari Minisztérium, a Nehézipari Minisztérium és a Kohó- és Gépipari Minisztérium. 
A Magyar Köztársaság időszakában az 1990. évi XXX. törvény alapján a minisztérium egyesült a kereskedelmi tárcával Ipari és Kereskedelmi Minisztérium néven.

## Irodaháza
Az Ipari Minisztérium egyik jogelődjének, a Kohó- és Gépipari Minisztériumnak a Budapest, II. kerület, Mártírok útján levő, Kévés György által tervezett irodaházában működött.

## Ipari miniszterek
- Méhes Lajos (1981. január 1. – 1983. december 9.)[4]
- Kapolyi László (1983. december 9. – 1987. december 16.)[5]
- Berecz Frigyes (1987. december 16. – 1989. május 10.)[6]
- Horváth Ferenc (1989. május 10. – 1990. május 23.)[7]